# El camino a Wigan Pier
El camino a Wigan Pier (en inglés, The Road to Wigan Pier) es una obra escrita por George Orwell. Es un relato de sus experiencias durante un viaje por el norte de Inglaterra, que realizó con la intención de conocer las condiciones de vida de la clase obrera en unas zonas de fuerte industrialización, así como con una minería muy desarrollada.

## Trama
Consta de dos partes bien diferenciadas ya que comienza con el objetivo original del proyecto de Orwell con una descripción absolutamente científica de las condiciones de vida de la clase trabajadora, desde el salario de cada categoría de trabajador hasta una indicación de la distribución de gastos tanto de vivienda como del resto de necesidades básicas. En la segunda parte, considerada fundamental para conocer el pensamiento político de Orwell, el autor da rienda suelta a sus pensamientos y expone sus teorías sobre la organización social, la lucha de clases y los movimientos obreros.
Este será el último libro de Orwell donde expondrá de forma clara sus pensamientos políticos, en contraste con Homenaje a Cataluña donde intentará transmitir los sentimientos y sensaciones que le transmiten los posicionamientos políticos, sin tener elaborar un discurso político tan completo. Así mismo esta obra le situará de forma definitiva como escritor de referencia del socialismo democrático.
- Datos: Q1197966